# San Pablo (Obarra)

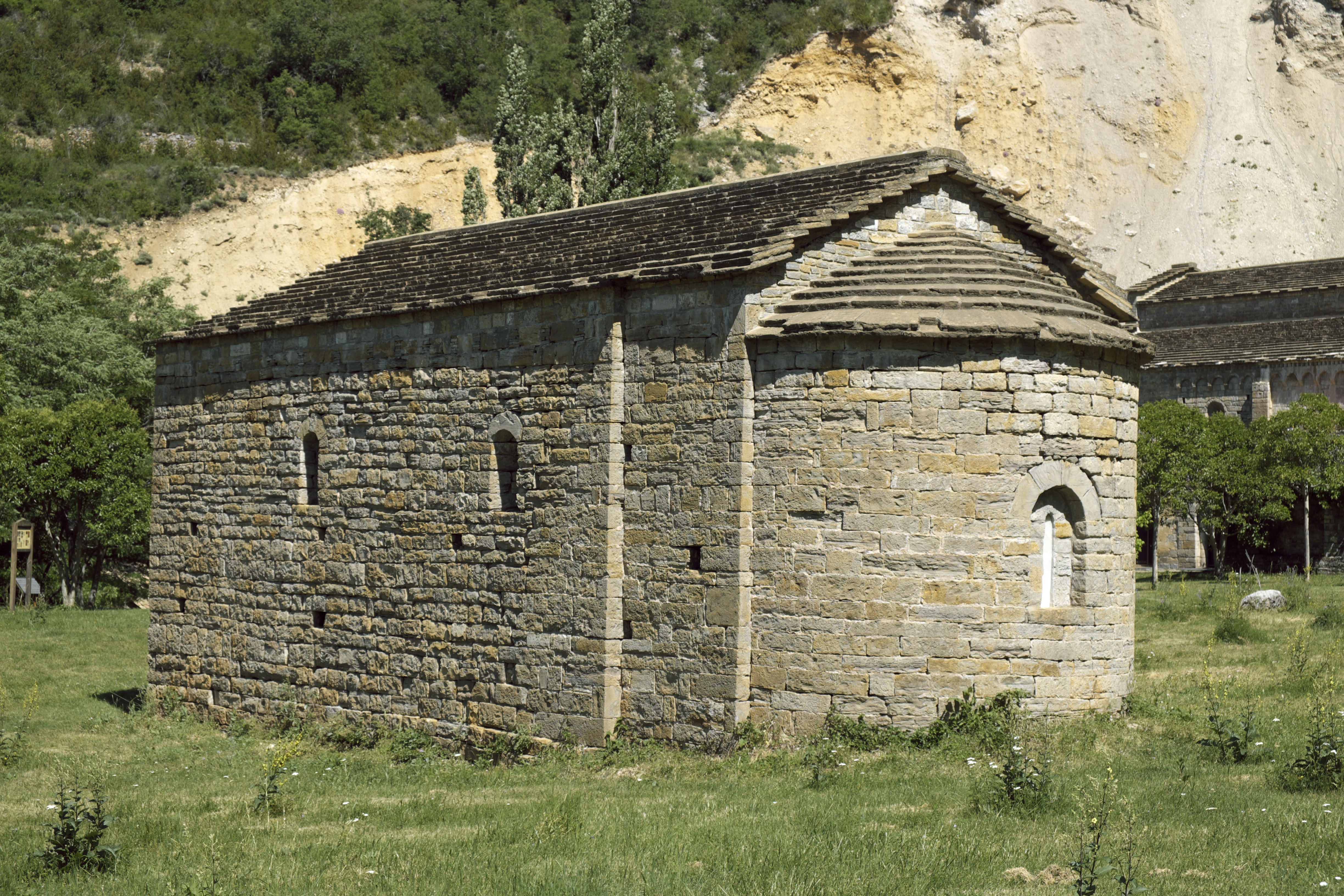
Ermita San Pablo

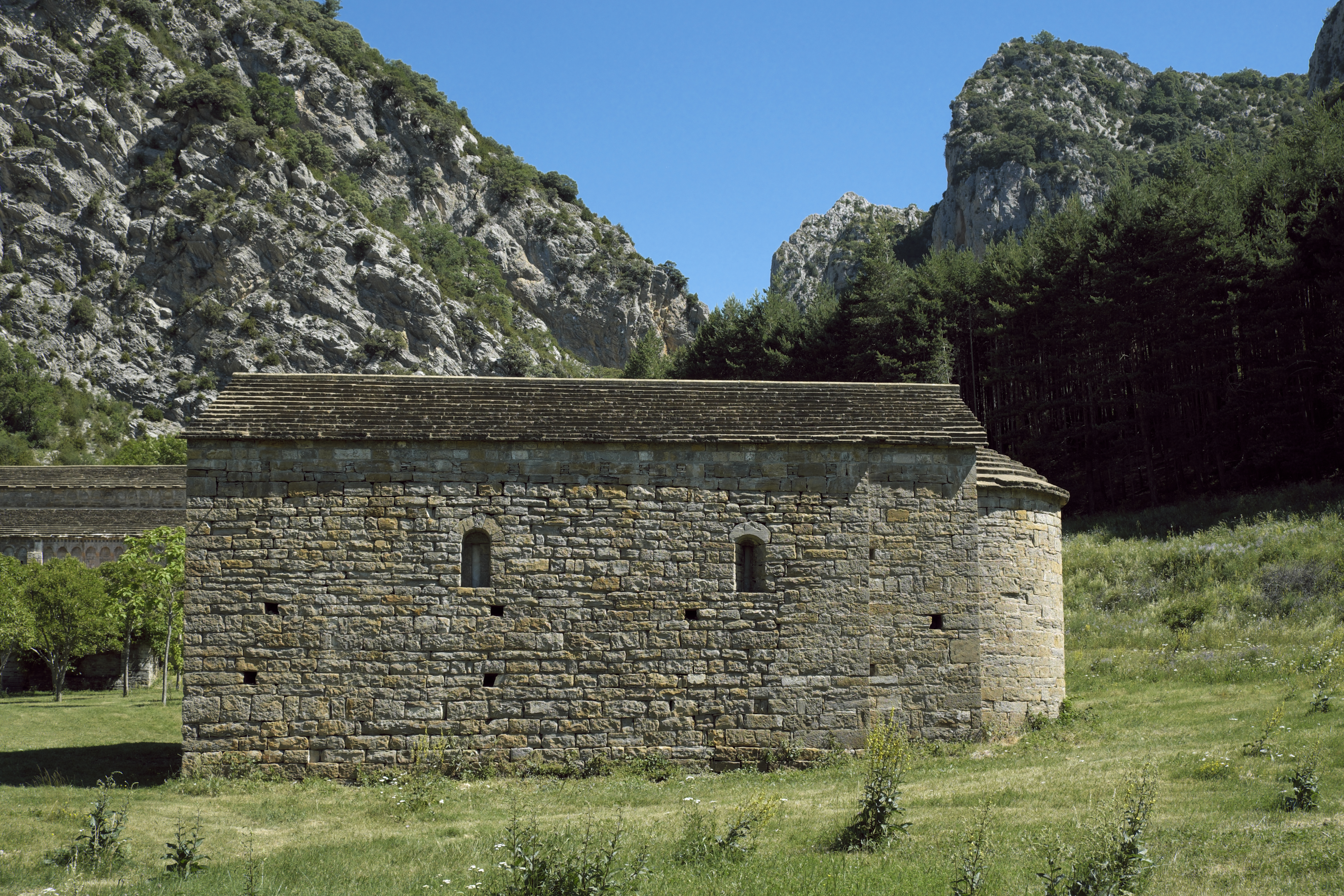
Ansicht von Süden

Die Kapelle San Pablo des ehemaligen Benediktinerklosters Santa María de Obarra in Calvera, einem Ortsteil der Gemeinde Beranuy (früher Veracruz), in der Provinz Huesca der spanischen Autonomen Gemeinschaft Aragón, wurde im 12. Jahrhundert errichtet. Die dem  Patronat des Apostels  Paulus unterstellte Kapelle steht nur wenige Meter von der Klosterkirche Santa María entfernt und wurde vermutlich von Pilgern und Reisenden genutzt, die keinen Zugang zum Kloster hatten. Im Jahr 1931 wurde die Kapelle zusammen mit der Klosterkirche und den Überresten des Palastes des Priors zum geschützten Baudenkmal (Bien de Interés Cultural) erklärt.

## Architektur
Die Kapelle ist aus regelmäßig behauenen Werksteinen errichtet und besitzt ein mit Steinplatten gedecktes Satteldach. Der Innenraum besteht aus einem einzigen Schiff, das von einem Tonnengewölbe gedeckt wird, und einen um zwei Stufen erhöht gelegenen Chor mit einer halbrunden, von einer Kalotte gedeckten Apsis. Hohe Rundbögen leiten vom Langhaus zum Chor über und vom Chor zur Apsis. In die Apsis ist ein schmales, schießschartenartiges Fenster eingeschnitten. Das Langhaus wird an der Südseite ebenfalls von zwei schmalen Rundbogenfenstern durchbrochen. In der Westfassade öffnet sich ein von einer Archivolte gerahmtes Portal. Über dem Schlussstein des Portalbogens ist ein Relief in die Mauer eingelassen, auf dem ein Kreis mit dem Christusmonogramm und den Buchstaben Alpha und Omega dargestellt ist und auf dem stellenweise noch rote Farbreste zu erkennen sind. Ein weiteres schmales Fenster ist in den Giebel der Fassade eingeschnitten. Sämtliche Fenster sind heute mit Alabasterscheiben geschlossen.

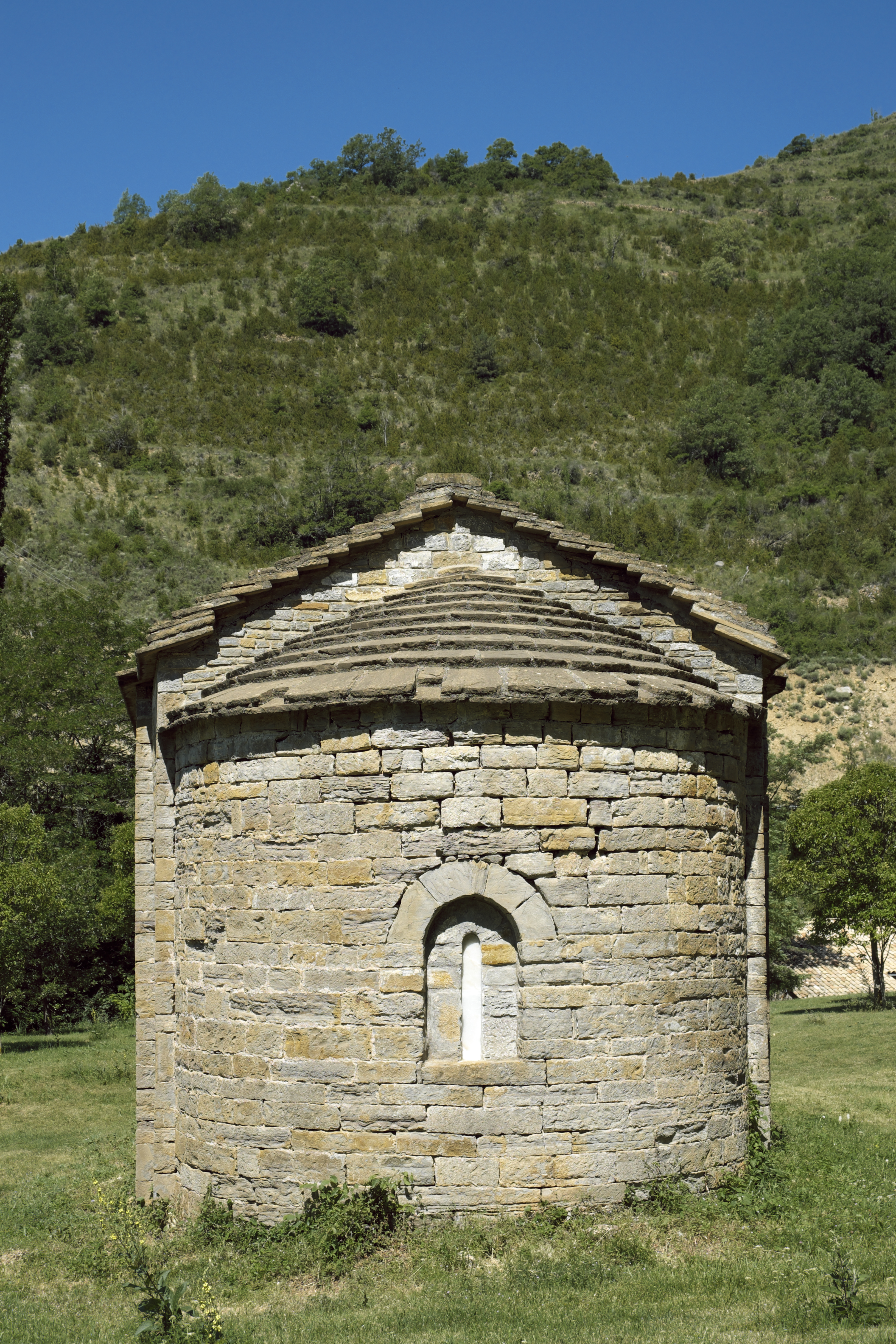
Apsis
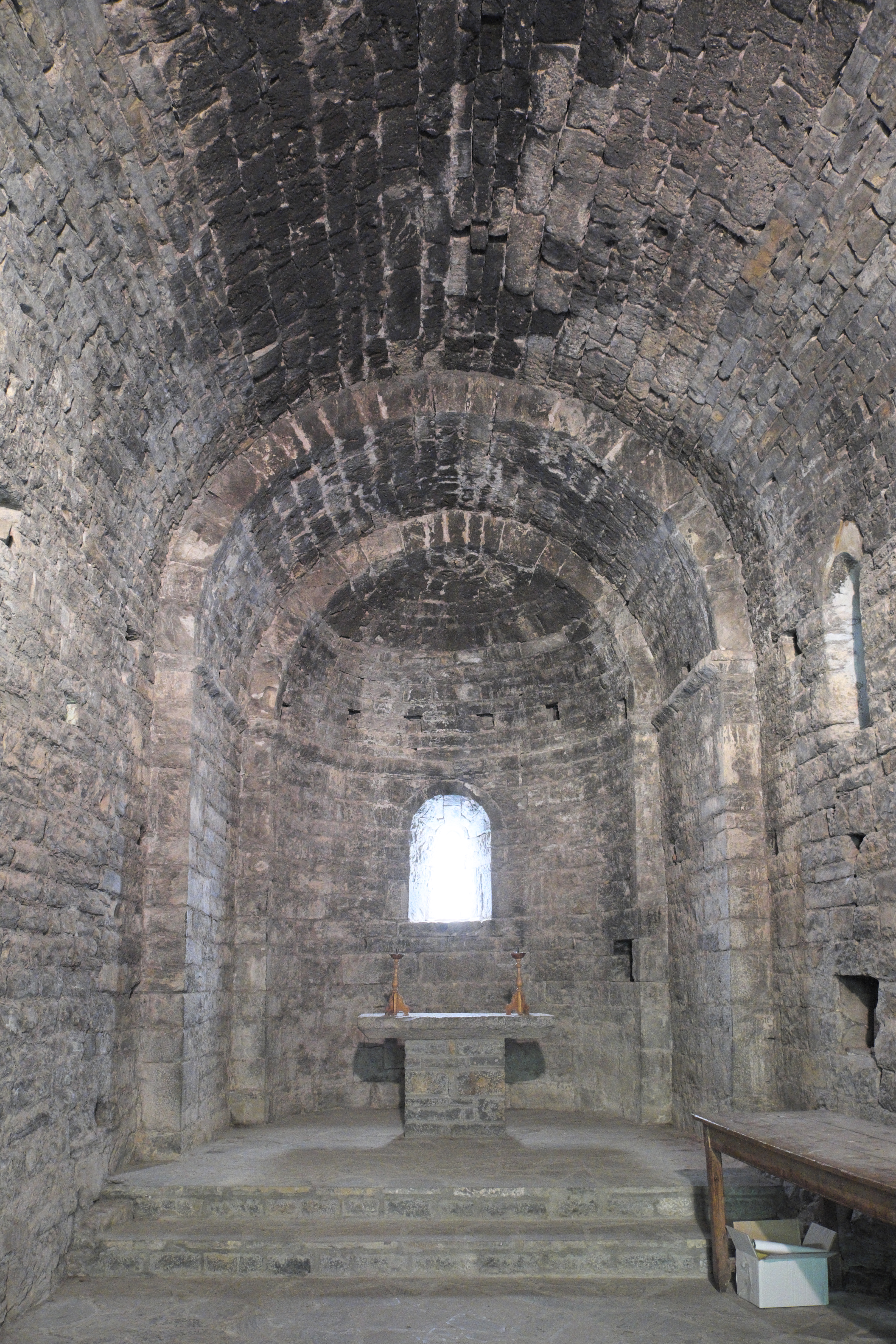
Innenraum
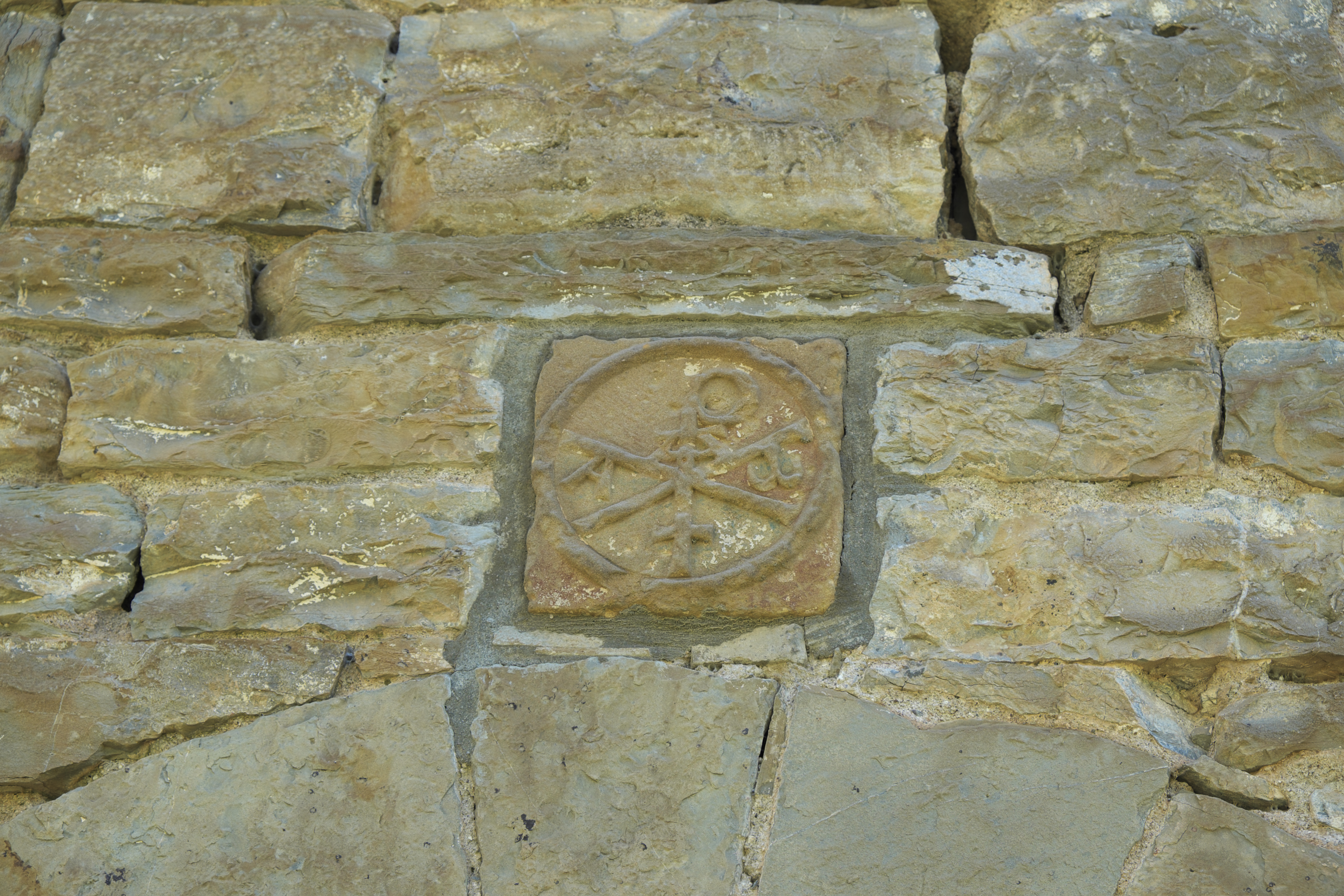
Christusmonogramm